# Macho

Símbolo internacional dos homens, os machos da espécie humana

Na biologia, os machos (♂) são definidos como os indivíduos de uma espécie que produzem o gâmeta (ou gameta, a célula reprodutiva) menor e geralmente móvel - o espermatozoide, nos animais ou o anterozoide nas plantas.
O oposto do macho em biologia é a fêmea. 

## Visão geral
A existência de dois sexos parece ter sido escolhida de forma independente em diferentes linhagens evolutivas (ver convergência evolutiva). O padrão repetido é a reprodução sexual em espécies isógamas com dois ou mais tipos de acasalamento com gâmetas de forma e comportamento idêntico (mas diferentes no nível molecular) para espécies com anisogamias com gâmetas dos tipos masculino e feminino para espécies com oogamia em que o gâmeta feminino é muito maior do que a do sexo masculino e não tem capacidade de se mover. Não é um bom argumento de que esse padrão foi impulsionado pelas restrições físicas sobre os mecanismos pelos quais dois gâmetas se reúnem conforme o necessário para a reprodução sexual.